# Poesia pura
La poesia pura és un terme usat en història i crítica literària per designar una estètica literària dins la poètica que, des de finals del segle xix i inicis del segle xx, com a reacció al romanticisme decadent, va convertir en tòpics les essències genuïnes del moviment romàntic. La poesia pura va ser posada en pràctica, entre altres autors, per Paul Valéry, Juan Ramón Jiménez i Jorge Guillén. En la literatura catalana, podem trobar autors com Bartomeu Rosselló-Pòrcel, Carles Riba, Màrius Torres, Josep Maria López-Picó i Joan Vinyoli, entre d'altres.

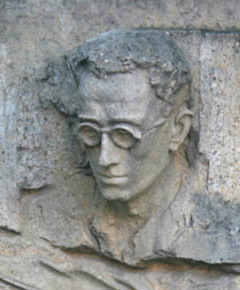
Homenatge a Màrius Torres, a Lleida

El terme va començar a usar-se cap a 1880 a França i defensava la música dins el llenguatge poètic; però l'origen del concepte d'art pur i la seva extensió a les lletres és anterior, i es troba en Charles Baudelaire i en el seu inspirador, Edgar Allan Poe, autor de l'assaig poètic Els principis poètics (1850).
Les teories sobre la poesia pura es desenvoluparen a Anglaterra per Andrew Cecil Bradley, per a qui la poesia pura consistia en la perfecta fusió de fons i forma, i a Anglaterra per l'abat Henri Bremond (La poesia pura, 1926), qui va seguir Bradley, però equipara la poesia a un estat místic. Per a Bremond, el poema concret es compon d'elements que poden ser també expressats en prosa, i en conseqüència la poesia pura, en la seva abstracció, és inefable, com succeeix a la lírica.

## Carles Riba, el poeta pur de la literatura catalana
Josep Maria Castellet i Joaquim Molas, al llibre Poesia catalana del segle XX (1963), tenen un capítol titulat "L'aventura de la poesia pura", en què comenten un dels poetes purs catalans per excel·lència: Carles Riba. En diuen: "El procés de purificació ribià assolí el seu màxim desplegament en Tres suites, publicat en 1937, però escri| en els anys precedents; es tracta d'un recull de sonets, esquerps i hermètics, rigorosos, en els quals l'idioma i la perfecta arquitectura aconsegueixen extraordinàries dureses de diamant. De fet, llur tema és mínim, o inexistent. Un nu o un mirall. Res més. Aleshores, el poema esdevé un joc de metàfores o, més en general, d'elements que, és clar, resulten intraduïbles. Perquè tots ells es redueixen a això; a un so i no a un altre, a una coma o un encavallament, a un gir o una rima. El poema no diu: canta. Probablement, Tres suites és el llibre que tradueix una aventura més arriscada: estètica, és clar."

## Els llibres més importants de la poesia pura catalana dels anys 30
- 1937. Tres suites, de Carles Riba.

- 1937. Primer desenllaç, de Joan Vinyoli.

- 1938. Imitació del foc, de Bartomeu Rosselló-Pòrcel.